# Tumkur
Tumkur là một thị xã và là nơi đặt hội đồng thành phố của quận Tumkur thuộc bang Karnataka, Ấn Độ.

## Địa lý
Tumkur có vị trí 13°20′B 77°06′Đ / 13,34°B 77,1°Đ Nó có độ cao trung bình là 822 mét (2696 feet).

## Nhân khẩu
Theo điều tra dân số năm 2001 của Ấn Độ, Tumkur có dân số 248.592 người. Phái nam chiếm 52% tổng số dân và phái nữ chiếm 48%. Tumkur có tỷ lệ 75% biết đọc biết viết, cao hơn tỷ lệ trung bình toàn quốc là 59,5%: tỷ lệ cho phái nam là 79%, và tỷ lệ cho phái nữ là 70%. Tại Tumkur, 11% dân số nhỏ hơn 6 tuổi.